# Frumușica (cartier din Chișinău)
Frumușica este un cartier din sectorul Centru, municipiul Chișinău, Republica Moldova.

## Legături externe
- Istoria orașului Chișinău[nefuncțională]
 (orasulmeuchisinau.wordpress.com)